# České divadlo

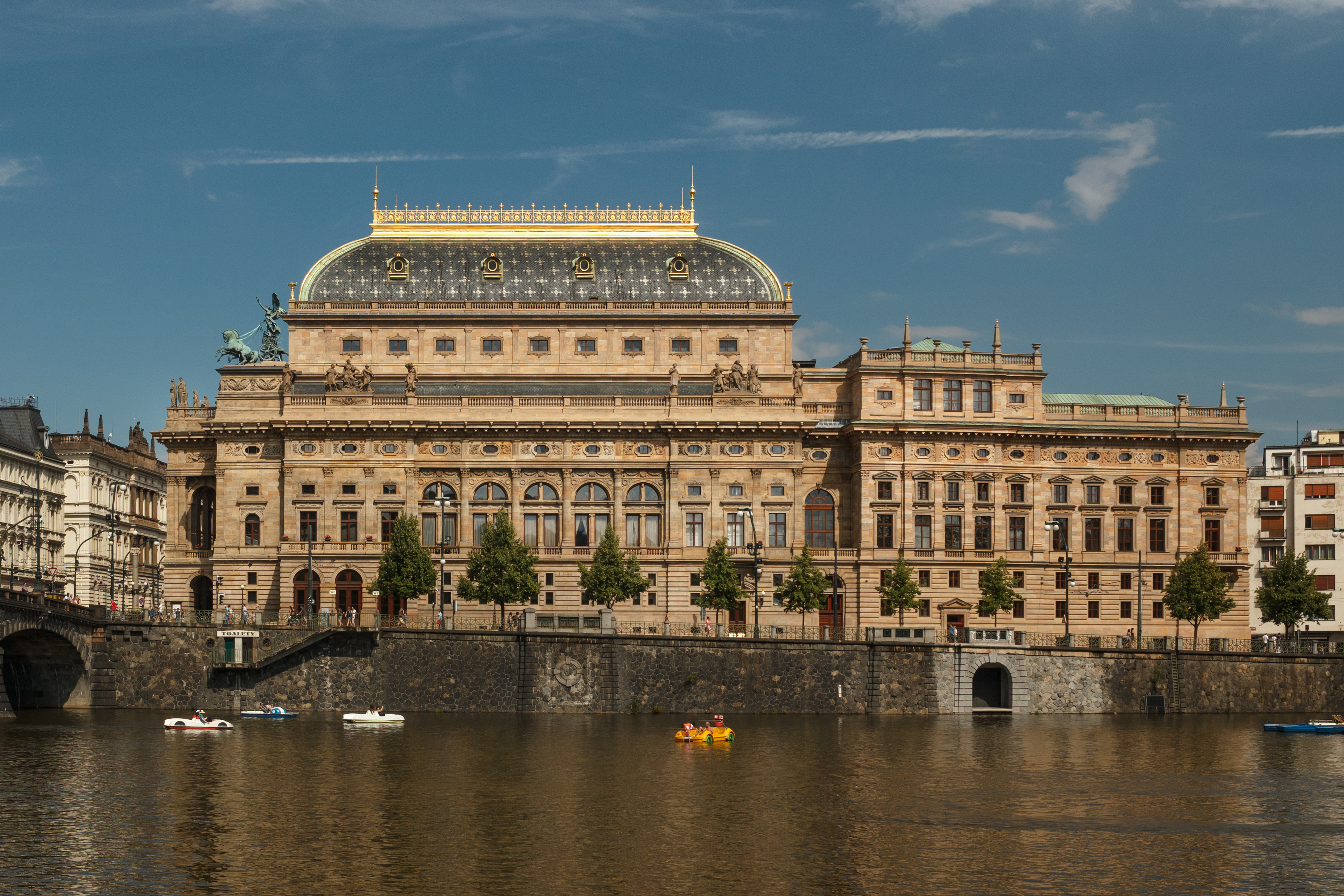
Národní divadlo v Praze

České divadlo lze, podobně jako českou literaturu, dělit několika způsoby, nejčastěji se uplatňuje rozdělení podle doby vzniku. Dnes je již opouštěn etnický historiografický koncept chápající české divadlo jako divadlo hrané v českém jazyce, takže dnes historici divadla zkoumají české divadlo v celé šíři divadelních projevů v českých zemích.

## Středověké divadlo
Rozvoj českého divadla úzce souvisí s upevněním křesťanství v českých zemích, kdy se na českém území objevily první divadelní pokusy. Tyto divadelní začátky tak potvrdily české spojení se západní kulturou.
Čeština se prosadila již v tzv. v profánním divadle – jokulátoři  (tj. kejklíři, 12. století). Brzy se začala prosazovat i v tzv. liturgickém divadle (např. Hra tří Marií) z těchto her se postupně vyvíjely hry se zcela světskými tématy (např. Mastičkář).
V průběhu 15. století došlo, v důsledku husitského hnutí k omezování rozvoje divadelnictví na českém území. Důsledky přerušení tohoto vývoje byly pro české divadlo opravdu obrovské, protože došlo ke ztrátě spojení s Evropu, lidé se začali zajímat o zcela jiné literární žánry. Tím byla samozřejmě narušena kontinuita vývoje a české divadlo již nikdy nenavázalo na svoje počátky. Z této doby pochází nejstarší české drama Mastičkář a Hra tří Marií.
V 16. století do českých zemí pronikal humanismus, který přinesl nový zájem o divadlo, ten se nejprve projevil na pražské universitě (zde se hrálo již v roce 1535) a teprve později se zájem rozšířil do dalších škol a mezi lid. Zhruba od roku 1550 navštěvovaly české země anglické kočovné společnosti, to samozřejmě vedlo k rozvoji dvorských slavností, tím se světové divadlo dostávalo do povědomí české šlechty.
Tvorbě v českých zemích dominovala nejprve latina, později se prosadila i čeština, tato tvorba již byla poměrně silně ovlivněna cizími vzory a tím pádem humanistickými myšlenkami, proto hovoříme o tzv. latinsko-českém humanistickém divadle.
Nejznámější autoři:
- Jan Campanus Vodňanský
- Pavel Kyrmezer

## České divadlo po roce 1620

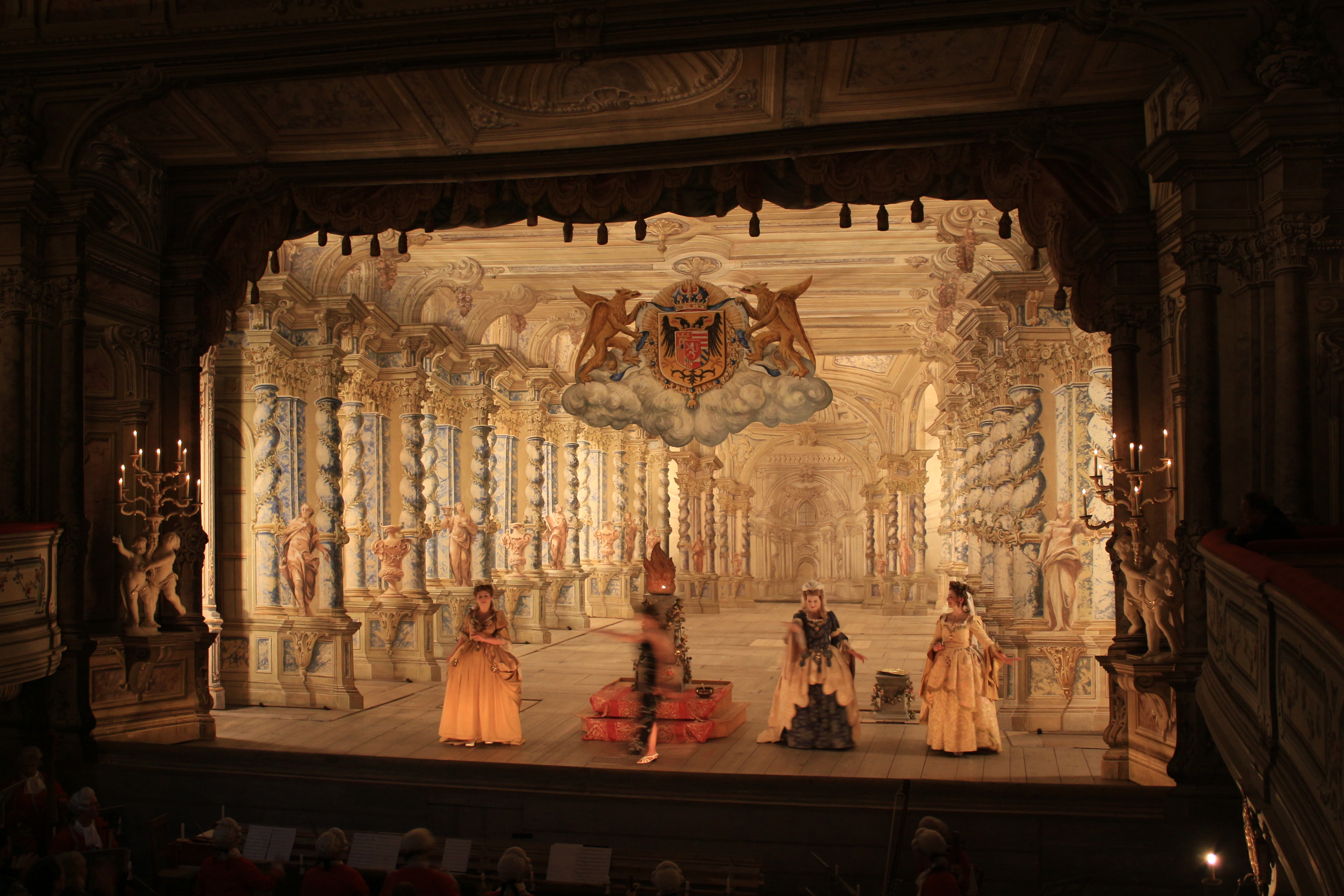
Zámecké barokní divadlo v Českém Krumlově

V tomto období jezuité prosadili latinsky hrané hry – jezuitské divadlo. To znamenalo, že se zde hrály velmi kvalitní hry, což ale bylo na úkor české tvorby. Tyto hry byly často protireformační a tak i napomáhaly rekatolizaci českých měst.
Česky se hrálo pouze na vesnicích, kde vznikalo tzv. sousedské divadlo, zde se hrály především pašijové hry, hry o světcích (např. O svaté Dorotě), dále se začal prosazovat zajímavý směr – lidové zpěvohry.
Zhruba od roku 1700 začaly do českých zemí jezdit různé divadelní kočovné společnosti především z Německa, později i z Itálie. Tyto společnosti sem jezdily nejprve náhodně, později se do Čech dostávaly pravidelně. Tyto společnosti seznámily české prostředí s operou, která se zde stala velmi populární.

## Základy prvních divadel
V Brně byl vystavěn divadelní sál lóžového typu s hlubokým pódiem v r. 1733, a to v městském divadle Reduta, kde se divadelní představení konala už v 17. století. Původně se budově říkalo Operní dům, něm. Opern-Haus, nebo Taverna, název Reduta je pozdější
V brněnském městském divadle Reduta byl předveden i první kus v českém jazyce, a to "Zamilovaný ponocný" v roce 1767. Ve stejném roce v tomto sále koncertoval i malý jedenáctiletý W. A. Mozart.
V Praze bylo první „kamenné“ divadlo založeno roku 1739 – Divadlo v Kotcích. Toto divadlo bylo zcela německé. Objevila se jediná hra v českém jazyce: roku 1771 se jí stal Kníže Honzyk, přeložený Janem Josefem Zebererem dle německého originálu "Herzog Michel" Karla Friedricha Krügera. Tato hra byla ale hrána německými herci, kteří češtinu komolili, a proto byli vypískáni.
Roku 1783 bylo otevřeno Hraběcí Nosticovo národní divadlo v tomto divadle se zpočátku hrálo pouze německy, ale již od roku 1785 se zde objevovaly česky hrané hry (nikoli české), nejprve se česky hrálo nepravidelně, ale poměrně brzy se v Nosticově divadle stala čeština pravidelnou, hry českých autorů se objevily až později (kolem roku 1795), nejprve jako odpolední představení. Ta ale byla brzy zrušena pro malou návštěvnost.
V letech 1786–1789 existovala Bouda. Zde se prosadila myšlenka českých her. V duchu původně dobře myšleného hesla „Co je české, to je hezké“ zde však začalo rychle docházet k prosazování českých her na úkor kvality. Tatáž národní myšlenka přitom ovlivňovala české národní obrození až do K. H. Borovského.
Po roce 1790 vznikla celá řada divadel a od roku 1824 se česky pravidelně hrálo v několika divadlech – české hry byly hrány spíše výjimečně.

### Loutkové divadlo
V této době vznikly první české loutkové kočovné společnosti, které měly ohlas především na venkově, tyto společnosti hrály zpravidla vlastní hry, které reagovaly na tehdejší situaci, jejich cílem bylo oslovit venkovské obyvatelstvo. Jejich činnost byla provázena finančními problémy, přesto se některé dokázaly udržet velmi dlouho a jejich loutky se staly základem českého loutkového divadla (např. Kašpárek Matěje Kopeckého)
- Prokop Konopásek – Pan Franc ze zámku
- Matěj Kopecký

## Prosazování českého divadelnictví
Kolem roku 1825 si čeští buditelé uvědomili, že divadlo je velmi silný nástroj a protože čeština se již dostávala do použitelného stavu, formuloval Josef Kajetán Tyl český divadelní program, kde k divadlu přistoupil jako „k lidovému osvětovému nástroji“. V době, kdy tuto svou tezi předložil byla její platnost diskutabilní, české divadlo z této teze vycházelo i po roce 1848, kdy již byla zcela neplatná, zřeklo se jí díky druhé vlně národních buditelů, kteří si uvědomili její neudržitelnost. Na tento program reagoval Ferdinand Břetislav Mikovec, který usiloval o prosazení české tvorby a došel k názoru, že je potřeba zkvalitnit české hry. Pravděpodobně v této době a z jeho myšlenek se zrodila představa vlastního divadla. Roku 1850 vznikl sbor pro zřízení českého Národního Divadla.
- Václav Kliment Klicpera
- Ferdinand Břetislav Mikovec
- Jan Nepomuk Štěpánek
- Josef Kajetán Tyl

### Ochotnické společnosti
V roce 1849 byla založena první česká ochotnická společnost a brzy poté vznikly další. Tyto společnosti si kladly za cíl (podle Tylova programu) šířit osvětu i mimo Prahu, přičemž se zaměřovaly na venkov a malá města, tím se do těchto míst dostalo profesionální divadlo, které mělo nepochybně větší úroveň než místní amatérská sdružení (sousedské hry), které příležitostně účinkovaly. Dopad těchto kočovných společností byl relativně velký. Ačkoli jejich hry byly poměrně oblíbené, nevyhnuly se tyto kočovné společnosti velkým finančním problémům.

## Osamostatnění českého divadla
Roku 1862 došlo k otevření Prozatímního divadla, toto divadlo bylo pouze české a hrála se v něm česká tvorba. To způsobilo, že se české divadlo zcela oddělilo od divadla německého. To samozřejmě krátkodobě způsobilo pokles kvality české tvorby, bylo třeba hrát pořád česky, nikoli občas. Tento pokles byl ale brzy (zhruba během 2–3 let) eliminován a česká tvorba začala vycházet z evropských vzorů, což způsobilo prudký vzestup kvality her.

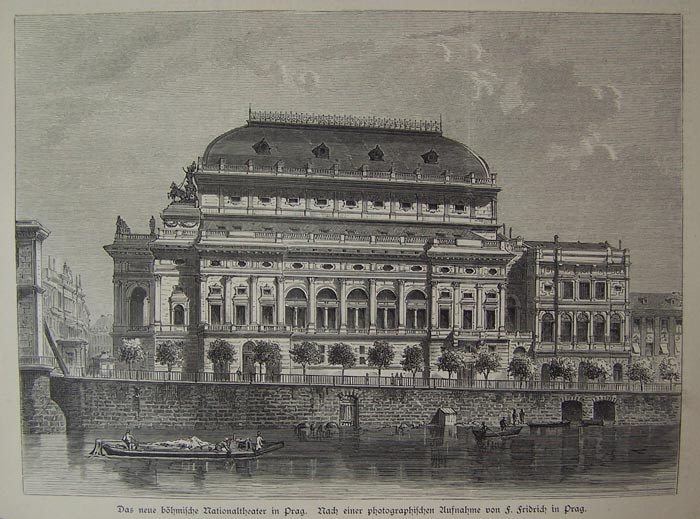
Dřevořezba z roku 1881. Vedle novostavby Národního divadla stojí dosud nepřipojené Prozatímní divadlo. Polákův dům (zcela vpravo) je ještě v původní podobě.

16. května 1868 byl položen základní kámen Národního divadla, který byl přivezen až z Řípu a na který poklepal národní buditel František Palacký. Toto divadlo bylo postaveno jednak ze sbírek lidu, výraznou částkou přispěla šlechta a císař František Josef I. Otevřeno bylo 11. června 1881 operou Bedřicha Smetany Libuše. 12. srpna téhož roku vyhořelo, ale okamžitě byla uspořádána lidová sbírka a znovu otevřeno bylo už 18. listopadu 1883 opět Smetanovou Libuší. Výzdobu a architekturu tohoto divadla vytvořila tzv. Generace Národního divadla. Po jeho otevření se jeho součástí stalo bývalé Prozatímní divadlo.
Stavba tohoto divadla se stala vzorem ostatním větším městům a již v roce 1884 bylo otevřeno Národní divadlo v Brně a poté i v Plzni.

### Dramatici
- Emanuel Bozděch
- František Ferdinand Šamberk
- Jaroslav Vrchlický
- Julius Zeyer

### Herci
- Jakub Seifert
- Otýlie Sklenářová-Malá

Zhruba od roku 1890 dochází v českém divadelnictví k přirozenému vývoji a tím i rozdělení podle různých proudů – především realismus a naturalismus, jednota českých divadel již byla neudržitelná, protože základní cíl (osamostatnění českých divadel) byl splněn a je spíše překvapivé, že vydržela tak dlouho.

### Dramatici
- Alois Jirásek
- Alois Mrštík
- Vilém Mrštík
- Gabriela Preissová
- Ladislav Stroupežnický

### Herci
- František Karel Kolár
- Jindřich Mošna

### Kritika
- Viktor Dyk
- František Xaver Šalda

## Česká moderna
Od roku 1900 se začaly prosazovat nové umělecké styly (impresionismus, symbolismus, expresionismus atp.), které byly v tu dobu poměrně populární, v tu dobu se v českých divadlech hrály moderní světové hry, popř. moderní české hry. Kvalita nastudování bývala v lepších divadlech na velmi vysoké úrovni.

### Režie
- Karel Hugo Hilar
- Jaroslav Kvapil

### Herci
- Hana Kvapilová
- Eduard Vojan
- Václav Vydra starší

## Roky 1918–1945
Po vzniku Československa poklesl zájem o divadlo, ten stagnoval až zhruba do roku 1923, kdy se postupně zvedl na úroveň obvyklou v tehdejší Evropě. V tuto dobu se české divadlo rozvíjelo mimo hlavní centra (Praha, Brno a Plzeň).
V této době nastal rozvoj malých divadel, které vytvářely tzv. avantgardní scény. Velká divadla hrála většinou klasické hry, velmi populární byla především ruská klasika.

### Klasické divadlo
Nejvýznamnější z tohoto proudu bylo Národní divadlo a Městské divadlo na Královských Vinohradech. Oblíbení autoři byli především František Langer, Vladislav Vančura, Jiří Mahen, Karel Čapek a Vítězslav Nezval.

### Avantgardní scény

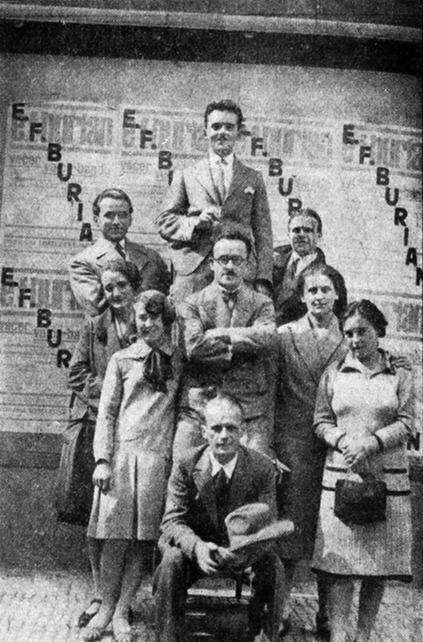
Burianův Voiceband měl v Sieně veliké úspěchy.

Spíše než klasická divadla se v tomto období prosadila nová, většinou levicově (později antifašisticky) orientovaná divadla. Sdružení Devětsil založilo Osvobozené divadlo. Dalším významným divadlem bylo Divadlo Dada a později divadlo D 34, které pod vedením Emila Františka Buriana rozvíjelo program poetického divadla. To byla divadla na světové úrovni, především pro hledání moderní umělecké formy, například Emil František Burian jako jeden z prvních pracoval ve svém divadle se skloubením promítaného obrazu a reprodukované hudby s jevištní akcí herce (theatergraph). Jeho žák Alfréd Radok pak tento postup zdokonalil v Laterně magice.
V průběhu druhé světové války se hrála především klasická díla, která prošla tehdejší cenzurou a divadlo se tak nekompromitovalo spoluprací s německými nacisty i domácími fašisty. V roce 1944 byla česká divadla uzavřena.

#### Významná divadla
- Osvobozené divadlo
- Divadlo D 34
- Divadlo Vlasty Buriana

#### Významní tvůrci
- Jiří Frejka
- Jindřich Honzl
- Emil František Burian
- Karel Čapek
- Vítězslav Nezval

## Roky 1945–1990
V roce 1945 byl uzákoněn zákaz divadelního podnikání a divadla byla postupně znárodňována, tento proces dostávání divadel pod vliv státu byl zakončen v březnu 1948, kdy byl vydán divadelní zákon. Tím se divadla zcela dostala do úlohy šiřitele ideologie KSČ. Tato role byla po roce 1956 oslabena, v pozdějších letech byl možný ještě svobodnější projev, ale k obnovení svobody nedošlo. V tomto období vznikla řada tzv. divadel malých forem, která byla porůznu zakazována a povolována, popř. stěhována na méně lukrativní místa. I přesto, nebo možná právě proto bylo české divadlo v šedesátých letech na vysoké úrovni a platilo za jedno z nejdůležitějších na světě, o tehdejším českém divadle se obdivně vyjadřuje i např. Peter Brook.
Po roce 1968 se velká divadla opět dostala do role přisluhovače režimu, pokud se velká divadla chtěla bránit, hrála klasické apolitické hry. Malá divadla byla pod přísným dohledem cenzury, ale i přesto se pomocí různých narážek a jinotajů často kriticky vyjadřovala k soudobé společenské situaci, což publikum bylo schopno „spiklenecky“ dešifrovat a divadla tak až do pádu socialistického režimu byla centry kulturního života i disentu. Za Sametové revoluce hrála divadla značnou úlohu, jako místa, kde probíhala veřejná shromáždění, herci jezdili po malých městech a vesnicích šířit ideje revoluce atp.

### Významná divadla
- Divadlo Na zábradlí
- Semafor
- Činoherní klub
- Divadlo za branou
- Divadlo Husa na provázku
- HaDivadlo
- Studio Ypsilon
- Divadlo Járy Cimrmana
- Divadlo Sklep
- Divadlo Paravan

### Významná divadelní přehlídka
- České divadlo Archivováno 8. 10. 2020 na Wayback Machine.

### Významní tvůrci
- Alfréd Radok
- Otomar Krejča
- Josef Topol
- Václav Havel
- František Hrubín
- Milan Kundera
- Jiří Suchý
- Jan Kačer
- Ivan Vyskočil
- Ladislav Smoček

## Po roce 1990
Po pádu komunistického režimu v roce 1989 byl zahájen postupný proces opětného odstátnění českých divadel, který byl provázen zvýšeným zájmem o divadlo. Tento proces provází časté spory[zdroj⁠?!] o malá divadélka (např. Semafor), která byla založena po roce 1948 a kde nebyly jasné majetkové vztahy jednotlivých aktérů. Zájem o divadlo během prvních dvou let pak poklesl pod obvyklou úroveň a v polovině devadesátých let byla divadla prakticky prázdná.[zdroj⁠?!] To bylo způsobenou obecnou změnou života směrem ke konzumní zábavě (televize, DVD) a práci, ale také situací, kdy se už do divadla nemuselo chodit na „něco co je zakázané“. Poté, co se lidé nabažili trhu, začali se na konci devadesátých let vracet. Značný zájem vzbuzují především muzikálové produkce s popovými hvězdami v hlavních rolích, což zaručuje velmi úspěšné divadelní podnikání. Do kamenných divadel mezitím dorazila postmoderna, která se rodila v okrajových divadlech a výtvarných performancích v 80. letech (Divadlo Sklep aj.). Nový dech, který české divadlo v současnosti nabírá, je pak provázen i dalšími divadelními aktivitami, které byly dříve záležitostí jen úzkého okruhu lidí, jako je pohybové a taneční divadlo, performance, site-specific projekty, divadlo jako sociální práce atd.
| Ukazatel                   | 1985   | 1990   | 1995   | 2000   | 2005   | 2010   |
| -------------------------- | ------ | ------ | ------ | ------ | ------ | ------ |
| počet divadel              | 43     | 47     | 89     | 118    | 121    | 145    |
| počet stálých scén         | 61     | 75     | 96     | 121    | 143    | 156    |
| počet sedadel stálých scén | 27 249 | 29 063 | 30 015 | 30 223 | 34 863 | 35 747 |
| počet návštěvníků (v tis.) | 6 794  | 5 834  | 5 247  | 4 589  | 4 976  | 5 617  |

### Významní tvůrci
- Petr Lébl
- Jan Antonín Pitínský
- Vladimír Morávek

(jedná se o tzv. trojhvězdí českých režisérů)

### Velká divadla
Následující divadelní subjekty měly v roce 2010 nejvíce diváků (řazeno dle počtu diváků):
- Národní divadlo, Praha
- Národní divadlo Brno
- Městské divadlo Brno
- Státní opera Praha
- Hudební divadlo Karlín, Praha
- Divadlo Josefa Kajetána Tyla, Plzeň
- Národní divadlo moravskoslezské, Ostrava
- Agentura Harlekýn, Praha
- Městská divadla pražská
- Jihočeské divadlo, České Budějovice
- Divadlo Kalich, Praha
- Docela velké divadlo, Litvínov
- Divadlo na Vinohradech, Praha
- Východočeské divadlo Pardubice
- Divadlo Na Fidlovačce, Praha